# Psychotria hypargyraea
Psychotria hypargyraea är en måreväxtart som beskrevs av Asa Gray. Psychotria hypargyraea ingår i släktet Psychotria och familjen måreväxter. Inga underarter finns listade i Catalogue of Life.